# John van der Wiel
 John van der Wiel  (9 août 1959) est un grand maître néerlandais du jeu d'échecs.
Champion d'Europe junior en 1978, champion des Pays-Bas en 1986, il fait partie de l'équipe néerlandaise aux Olympiades d'échecs en 1980 à La Valette, en 1982 à Lucerne et en 1984 à Thessalonique. Il participe au tournoi international de Moscou en 1982 et finit 11-12e, à Bienne en 1985, il finit 4-6e.
Il obtient d'autres résultats : 4-5e à Sotchi en 1980, il gagne le tournoi B de Wijk aan Zee en 1981, et 3-4e en 1982.
Il obtient le titre de grand maître en 1982.